# 정영주 (프로게이머)
정영주(1985년 2월 28일 ~ )는 대한민국의 전직 스타크래프트 프로게이머이다. 종족은 저그이며 아이디는 NiZa이다.
2000년부터 프로게이머로 활동하였다. 2002년 말 학업 문제로 은퇴하였고 2004년 투나 SG에 입단, 프로게이머로 복귀했다.
2005년 이네이쳐 탑으로 이적했으며 2006년 8월 무단 숙소이탈로 방출, 사실상 은퇴하였다.

## 주요 기록
- 2000년 MSO korea 게임대회 우승
- 2000년 Azaaza배 왕중왕전 우승
- 2000년 Game-I 주장원전 우승
- 2000년 제 2회 Game-Q 경향닷컴배 준우승
- 2000년 KLGL 왕중왕전 4,5월 배틀탑 4위
- 2000년 배틀탑 아마리그 3위
- 2000년 GamerLine 평가전 3위
- 2000년 삼성 디지털배 추계 CNGL리그 준우승
- 2000년 삼성 디지털배 동계 DreamLeague3위
- 2000년 제 2회 KGL리그 준우승